# Стеклянный (Ленинградская область)
Стекля́нный (фин. Maaselkä) — посёлок в Куйвозовском сельском поселении Всеволожского района Ленинградской области.

## Название
Финское название означает «водораздел». Русское название происходит от местного стекольного завода.

## История
Современный посёлок Стеклянный возник на месте древнего поселения ингерманландских финнов — Maaselkä. Оно упоминалось ещё в Писцовой книге Водской пятины 1500 года как местность Маселга у озера Силанде, на которой располагались несколько деревень, в числе которых две деревни Маселги.
В разные годы на картах название этого поселения писалось как: Мааселькя, Маселька, Маа-Селька, Маселькя, Масалки, Масилка, Мазельки, Максельки и Масельки.
Первое картографическое упоминание — селение Mahsilka на карте Нотебургского лена первой трети XVII века.
Затем под тем же именем оно упоминается на карте Ингерманландии 1676 года.
На карте Санкт-Петербургской губернии Я. Ф. Шмидта 1770 года его название меняется на Масалки.
А в 1834 году на карте Санкт-Петербургской губернии Ф. Ф. Шуберта западнее селения Маа-Селька мызы Розальвина помещика Крылова, впервые упоминается Стекольный Завод (он также отмечен на Специальной карте Западной части России Ф. Ф. Шуберта 1826—1840 годов).
В XIX веке оба поселения — Маа-Селька и Стекольный Завод, относились к мызе Розальвина Коркомякской волости.
В то же время существовало ещё одно поселение, которое называлось в разное время: Макселька, Маселька, Мазельки, но оно находилось южнее и принадлежало Елизавете Кайдановой, действительной статской советнице и владелице бумажной фабрики.
Западнее и смежно со Стекольным Заводом находился Стекляннозаводской пункт перехода границы между Петербургской губернией и Великим княжеством Финляндским.

МАСЕЛЬКИ — деревня мызы Розальвина, принадлежит Тимофею Крылову, статскому советнику, жителей 46 м. п., 54 ж. п.;

РОЗАЛЬВИНА — мыза принадлежит Тимофею Крылову, статскому советнику, жителей 6 м. п., 7 ж. п.;

При оной: Стекольный завод. Мелкопосудный стекольный завод. (1838 год)

На этнографической карте Санкт-Петербургской губернии П. И. Кёппена 1849 года она обозначена как деревня Maanselki, расположенная в ареале расселения эвремейсов. В пояснительном тексте к этнографической карте деревня названа Maanselki (Мансельки) и указано количество её жителей на 1848 год: эвремейсов — 93 м. п., 107 ж. п., а также финнов — 40 м. п., 44 ж. п., всего 284 человека.
В 1852 году на геогностической карте Санкт-Петербургской губернии профессора С. С. Куторги отмечены два селения Маа Селка.

МАКСЕЛЬКИ — деревня полковника Крылова по просёлочной дороге, 21 двор, 95 душ м. п. (1856 год)

РОЗАЛЬВИНО — мыза А. И. Кованько. Число душ крепостных людей мужского пола: крестьян — 219, дворовых — 3. Число дворов или отдельных усадеб: 80. Число тягол: оброчных — нет, издельных — 63, состоящих частью на оброке, частью на барщине — 18. Земли состоящей в пользовании крестьян (в десятинах): всего удобной — 43, на душу — 4,76. Земли не состоящей в пользовании крестьян (в десятинах): всего удобной — 3003, неудобной — 124, на душу — 13,52. Величина денежного оброка с тягла: 25 рублей. Оброк уплачивается перевозкою в зимнее время дров из лесу на находящийся в имении стеклянный завод, по 25 куб. саженей с тягла, на расстоянии от 3 до 5 вёрст (считая по 1 руб. за куб. сажень) (1860 год)

МАЗЕЛЬКИ — деревня владельческая при колодцах по Мазельской просёлочной дороге, 15 дворов, 63 м. п., 58 ж. п.

РОЗАЛЬВИНО — мыза владельческая при колодце, 1 двор, 10 м. п., 8 ж. п.

СТЕКОЛЬНЫЙ ЗАВОД — деревня владельческая при колодцах, по Мазельской просёлочной дороге, 5 дворов, 21 м.п., 11 ж.п.; Стекольный завод. (1862 год)

В 1865 году временнообязанные крестьяне деревни Мазелька выкупили свои земельные наделы у А. И. Кованько и стали собственниками земли.
В 1885 году название снова меняется, теперь это деревня Мазельки из 20 дворов, мызы Розальвина, принадлежащей А. И. Кованько.

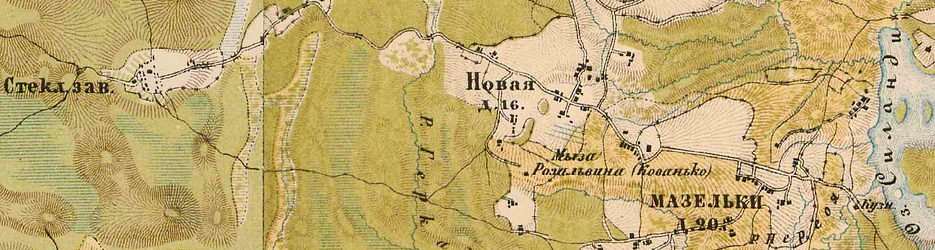
Мыза Розальвина, Стеклянный Завод и деревня Мазельки на карте 1885 года

Согласно материалам по статистике народного хозяйства Санкт-Петербургского уезда 1891 года имением Розальвино площадью 3284 десятины владела вдова генерал-лейтенанта П. М. Кованько, имение было приобретено в 1869 году за 35 000 рублей.

МАСЕЛЬКИ — деревня на земле Розальвинского сельского общества, при просёлочной дороге, часть деревни располагалась на о. Силандия; 27 дворов, 90 м. п., 96 ж. п., всего 186 чел.;

РОЗАЛЬВИНО — владельческая усадьба при просёлочной дороге, при озере, 4 двора, 12 м. п., 19 ж. п., всего 31 чел.

СТЕКОЛЬНЫЙ ЗАВОД — на земле Подлуцкой при просёлочной дороге 9 дворов, 37 м. п., 24 ж. п., всего 61 чел. смежен с домами арендаторов имения Розальвино и стекляннозаводским переходным пунктом.

СТЕКЛЯННОЗАВОДСКОЙ переходный пункт — на земле Подлуцкой при дороге с Кексгольмского шоссе в Кивиневский приход в Финляндии 2 двора, 11 м. п., 3 ж. п., всего 14 чел. смежен со стеклянным заводом. (1896 год)

В 1900 году в деревне открылась земская школа. Учителем в ней работала А. Овинцева.
В 1908 году в деревне Массельки проживал 121 человек из них 16 детей школьного возраста (от 8 до 11 лет).
В конце XIX — начале XX века деревня административно относилась к Коркомякской волости 4-го стана Санкт-Петербургского уезда Санкт-Петербургской губернии. Население деревни было однородным — финским.

МАЗЕЛЬКИ — селение Розальвинского сельского общества Коркомякской волости, число домохозяев — 24, наличных душ: 57 м. п., 66 ж. п., обоего пола — 123. Количество надельной земли — 220/350, размер пахотной земли — 52, размер лесного надела — 78 (в десятинах/саженях). (1905 год)

В 1905 году хозяйкой Розальвино была жена учителя Анна Алексеевна Подлуцкая, ей принадлежало 2770 десятин земли.
В 1914 году в мызе Розальвино работала двухклассная земская школа (Розальвинское училище), учителем в которой была Александра Николаевна Овинцева.
В годы революции в районе посёлка шли бои отрядов республики Северная Ингрия с красноармейцами. Одно из таких столкновений 23 апреля 1920 года привело к отсрочке заключения мирного договора между Советской Россией и Финляндией.
Согласно переписи населения СССР 1926 года:

МАССЕЛЬКИ — деревня Массельского сельсовета Куйвозовской волости, 47 хозяйств, 209 душ.

Из них: русских — 6 хозяйств, 20 душ (8 м. п. и 12 ж. п.); ингерманландцев — 36 хозяйств, 173 души (88 м. п. и 85 ж. п.); суоми — 4 хозяйства, 14 душ (4 м. п. и 10 ж. п.); литовцев — 1 хозяйство, 2 души (1 м. п. и 1 ж. п.)

СТЕКЛЯННЫЙ ЗАВОД — деревня Массельского сельсовета Куйвозовской волости, 21 хозяйство, 97 душ.

Из них: русских — 5 хозяйств, 20 душ (10 м. п. и 10 ж. п.); ингерманландцев — 11 хозяйств, 53 души (18 м. п. и 35 ж. п.); суоми — 5 хозяйств, 24 души (12 м. п. и 12 ж. п.). (1926 год)

В том же 1926 году был организован Массельский финский национальный сельсовет, население которого составляли: финны — 877, русские — 162, другие нац. меньшинства — 3 человека. В состав Массельского сельсовета по данным переписи населения 1926 года входили деревни: Массельки, Кайдалово Малое, Луккаримякки, Новая, Оримякки, Пасторат, Рюппелево, Стеклянный Завод, Типилово, Шванилово и лесничество «Луккаримякки». Сельсовет находился в составе Куйвозовской волости Ленинградского уезда.
В 1928 году население деревни Стеклянный Завод составляло 100 человек.
По административным данным 1933 года в Массельский сельсовет Куйвозовского финского национального района входили деревни: Массельки, Шванилово, Лукаримяки, Новое, Рюппелово, Стеклянный Завод, Тиколово, Красная Горка и Малое Кандолово, общей численностью населения 966 человек.
По административным данным 1936 года деревня Массельки являлась центром Массельского сельсовета Токсовского финского национального района. В сельсовете было 7 населённых пунктов, 242 хозяйства и 6 колхозов. До 1936 года она являлась местом компактного проживания ингерманландских финнов. В течение мая-июля 1936 года финское население деревни было выселено в восточные районы Ленинградской области. Выселение гражданского населения из приграничной местности осуществлялось в Бабаевский, Боровичский, Вытегорский, Кадуйский, Ковжинский, Мошенской, Мяксинский, Пестовский, Петриневский, Пришекснинский, Устюженский, Хвойнинский, Чагодощенский, Череповецкий и Шольский районы. В настоящее время они входят в состав Вологодской и Новгородской областей.
Деревня Стеклянный Завод (фин. Lasenmäki, также фин. Lassavotta или фин. Salosavotta) не существует с 1936 года, когда её жители были депортированы, а постройки разобраны. В 1960-х годах название Стеклянный было присвоено заводскому посёлку, построенному на месте деревни Масельки, также выселенной в 1936 году. Местные жители называют свой посёлок Завод ВИТР. На месте бывшей деревни Стеклянный Завод находится территория воинской части.
В 1930-е годы посёлок Стекольный Завод был переименован в деревню Стеклянная, а Мазельки в деревню Маселькя.

Деревни Маселька и Стеклянная на карте 1939 года

К 1939 году Маселькя становится деревней Маселька, деревню же Стеклянная переименования не затронули. Национальный сельсовет был ликвидирован весной 1939 года.
Деревня была освобождена от финских оккупантов 14 июня 1944 года.
В 1960-х годах совхозному посёлку, построенному на месте деревни Масельки, было присвоено название деревня Лемболово. Жителями этого посёлка в 1960—1990-х годах были ингерманландские финны, вернувшиеся после 1956 года. В разговорной речи посёлок называется Совхоз. В результате люди, живущие в Стеклянном, имеют прописку в несуществующей деревне Лемболово, находившейся в 10 км южнее.
По данным 1966, 1973 и 1990 годов посёлок Стеклянный входил в состав Куйвозовского сельсовета.
В 1997 году в посёлке проживали 2396 человек, в 2002 году — 1949 человек (русских — 88 %), в 2007 году — 1892.
В 2000 году в посёлке Стеклянный была построена кирха Евангелическо-лютеранской Церкви Ингрии Токсовского прихода. Здание построено благодаря миссионеру из Финляндии пастору Эско Хааппалайнену.

## География
Посёлок расположен в северной части района на автодороге А120 (Санкт-Петербургское северное полукольцо, бывшая 41А-189 «Магистральная» (Р21 — Васкелово — А121 — А181)).
Расстояние до административного центра поселения — 17 км.
Расстояние до ближайшей железнодорожной станции Васкелово — 12 км.

## Демография
| 2007 | 2010  | 2017  |
| ---- | ----- | ----- |
| 1892 | ↗1926 | ↗2132 |

Национальный состав
Согласно данным Всероссийской переписи населения 2021 года в посёлке проживал 1981 человек, из них:
 русские — 1620 человек, финны — 6, украинцы — 5, коми — 1, карелы — 1, молдаване — 1, ненцы — 1, другие национальности — 14 человек, остальные национальность не указали.

## Транспорт
Существует автобусное сообщение с железнодорожной станцией Васкелово, а также с Санкт-Петербургом — маршрут № 690 до станции метро  Проспект Просвещения, протяжённостью 50 км. 
Одноколейная железнодорожная ветка Орехово — Стеклянный обслуживает потребности расположенной в посёлке нефтебазы.

## Промышленность

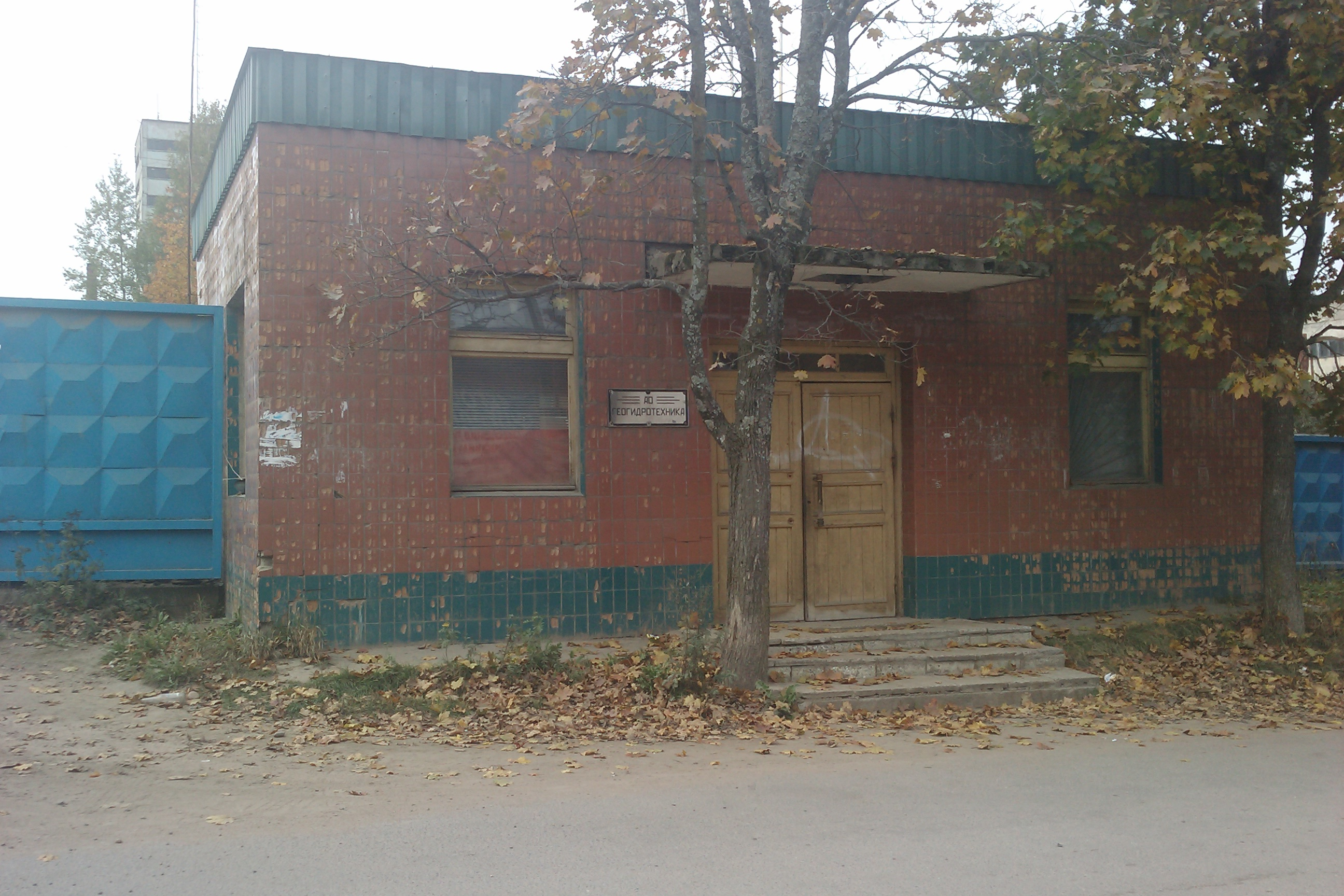
Проходная завода «Геогидротехника»

В посёлке расположено производство ОАО «Геогидротехника», выпускающее технику для бурения и разведки, в советское время «Экспериментальный завод техники алмазного бурения». С 1999 года, после простоя 1990-х годов, предприятие возобновило производство алмазных коронок.
В 2006 году, на территории закрытой военной части, ООО «Лукойл-Северо-Западнефтепродукт» открыло нефтебазу с объемом хранения 6800 кубических метров, плановая мощность по перевалке — 15 тысяч тонн нефтепродуктов в месяц.

## Жилищное строительство
В посёлке 32 многоквартирных дома, из них 10 домов 1956—1960 годов постройки, 8 домов 1961—1967 годов постройки, 4 дома 1970—1976 годов постройки, 5 домов 1980—1985 годов постройки, 4 дома 1986—1989 годов постройки, 1 дом 1990 года постройки. Этажность: 13 домов одноэтажных, 9 домов двухэтажных, 3 дома трехэтажных, 1 дом четырехэтажный, 7 домов пятиэтажных.

## Достопримечательности
- Близ посёлка расположен каменный межевой знак первой границы между Швецией и Великим Новгородом по Ореховецкому договору 1323 года[58]

## Интересные факты
При въезде в посёлок установлен дорожный знак, с одной стороны написано «Стекляный», а с другой «Стеклянный».

## Улицы
Арона Мохера, Детсадовский переулок, Дорожная, Дружбы, Жданова, Заводская, Институтская, Кленовая аллея, Ключевая, Лесная, Магазинная, Магазинный переулок, Невская, Озёрная, Островная, Парклесхоз, Полевая, Почтовая, Приозёрная, Связи, Цветочная.